# Josep Autet Soler
Josep Autet Soler   (Vic, 9 de febrer de 1958) és un antic pilot d'automobilisme català, conegut per haver fet de copilot de nombrosos pilots de ral·li. Ha estat campió de Catalunya de ral·lis el 1983 i quatre vegades Campió d'Espanya (tres d'absolut i una de Grup N). Ha exercit també com a cronista especialitzat en diverses publicacions.
Representant del Trofeu FAE del RACC, el guanyà amb Genís Serrat l'any del seu debut, 1978. Ha estat copilot de Jaume Pons (1980-1983), Aman Barfull (1980-1982), Isidro Oliveras (1982-1984 i 1987), Antoni Zanini (1984-1990), Pep Bassas (1987), Josep Maria Bardolet (1989 i 1992) –amb qui fou Campió d'Espanya de Grup N– i de Jorge Bäbler al Ral·li Dakar de 1989.